# Utigurowie
Utigurowie – plemię bułgarskie zamieszkujące w VI i VII wieku ziemie położone nad Morzem Czarnym pomiędzy Donem a Kubaniem. Część historyków odróżnia ich od Bułgarów, uznając Utigurów za plemię huńskie. Wobec niejasnej genealogii Protobułgarów, którzy również uważani są za związek plemion huńskich, kwestia nie jest łatwa do wyjaśnienia. Nazwa Utigurów pochodzi od starotureckiego utighur, oznaczającego „ludzi pokrewnych, sprzymierzonych” i potwierdza pozaetniczny charakter plemienia.
Niewątpliwie Utigurowie brali udział w najazdach bułgarskich na ziemie Cesarstwa Bizantyńskiego w pierwszej połowie VI wieku, bowiem źródła bizantyjskie zasadniczo nie rozróżniają pomiędzy Kutigurami a sąsiadującymi z nimi Utigurami, używając najczęściej ogólnej nazwy Bułgarów. Najazdy powtarzały się od 499 roku co kilka lat. W 517 roku Bułgarzy dotarli aż do Termopil, w 529 roku najechali Dobrudżę, Mezję i Bałkany po Trację, w 530 Iliryk. W latach 539–540 dotarli aż do Konstantynopola, wtargnęli do Grecji i przeprawili się do Azji Mniejszej. 
W 551 roku po szczególnie dotkliwym dla Cesarstwa rajdzie Kutigurów cesarz Justynian I wysłał posłów za Morze Czarne do Sandala wodza Utigurów. Wysłannicy złożyli bogate dary: pieniądze i broń i namówili Sanadala do najazdu na siedziby Kutigurów na zachodnim brzegu Donu. Ponieważ wojsko kutigurskie znajdowało się w Tracji, Sandal bez trudu przeprawił się przez Don i rozbił opór Kutigurów, zagarniając łupy i biorąc jeńców. Przez siedem następnych lat trwały walki pomiędzy sąsiadującymi plemionami. W 558 roku wódz Kutigurów Zabergan zawarł w końcu pokój z Utigurami. W 559 lub 560 roku Utigurowie zostali podbici przez Awarów i część z nich weszła w skład federacji utworzonej przez Awarów i Kutigurów. Wkrótce potem Utigurowie pozostali nad Morzem Czarnym ulegli potędze Turkutów. Osłabienie państwa starotureckiego w latach 30. VII wieku spowodowało uniezależnienie się wodza sąsiadujących z Utigurami od wschodu Onogurów Kubrata, który w następnych latach przyłączył do swojego państwa ziemie Utigurów i Kutigurów. Państwo Kubrata rozpadło się pomiędzy 660 a 670 rokiem pod uderzeniem Chazarów. Bułgarzy w większości rozproszyli się wówczas w różnych kierunkach znajdując nowe siedziby i tworząc nowe organizmy. Trwające dwa stulecia podziały plemienne uległy tym samym zniszczeniu.